# مسجد روسان (دلفينه)
مسجد جين أليكسي أو مسجد روسان (بالألبانية: Xhamia e Gjin Aleksit ose Xhamia e Rusanit، بالإنجليزية: Gjin Aleksi Mosque، بالتركية: Kinaleksi Mescidi veya Gin Aleksi Camii): هو مسجد يعود تاريخه إلى القرن الخامس عشر في قرية روسان، بالقرب من دلفينه، ألبانيا. إنه أحد المعالم الثقافية الألبانية. يتميز المسجد بجودة الصوت العالية.